# Sibylle Wirsing
Sibylle Wirsing (* 27. Mai 1936 in München) ist eine deutsche Journalistin und Theaterkritikerin.

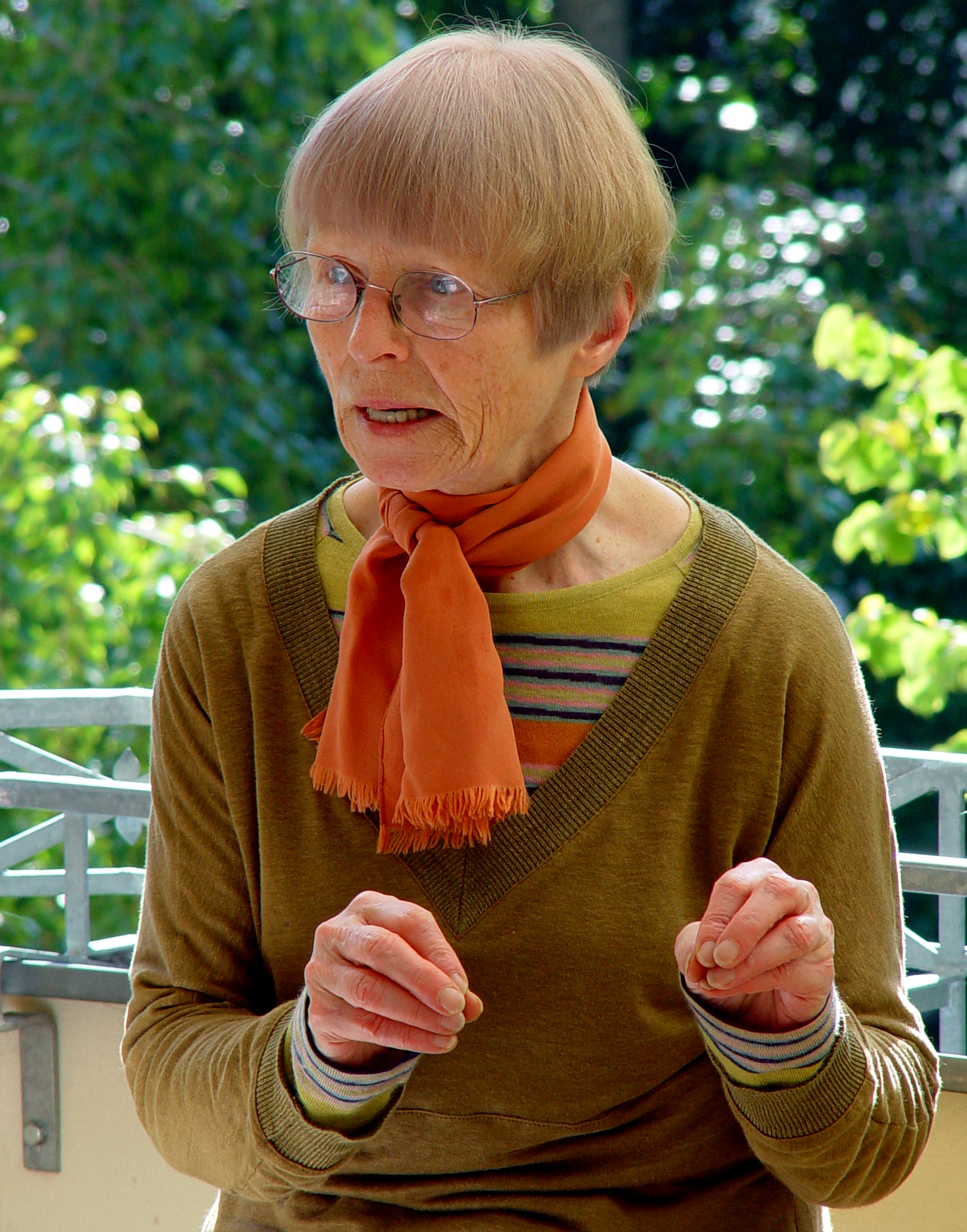
Sibylle Wirsing (2010)

## Leben und Wirken
Sibylle Wirsing ist seit 1962 in Berlin journalistisch tätig. 1973 wurde sie Berliner Kulturkorrespondentin der Frankfurter Allgemeinen Zeitung. Zudem war sie beim Jahrbuch Berlins kulturelles Leben. Kritische Rückblicke die Redakteurin der Sparte Theater. 1991 wechselte sie in die Feuilletonredaktion des Tagesspiegels und war dort hauptverantwortlich für Theaterkritik. 
Seit 1995 arbeitet sie als freie Journalistin. Im Jahr 2010 veröffentlichte sie ihr Buch Die Königin. Luise nach zweihundert Jahren über die preußische Königin Luise.

## Familie
Sibylle Wirsing ist die Tochter des nationalsozialistischen Journalisten Giselher Wirsing, der 1954 in der Bundesrepublik Chefredakteur von Christ und Welt wurde.

## Auszeichnungen
- Johann-Heinrich-Merck-Preis (1985)

## Schriften
- Berlins kulturelles Leben 1985. Kritische Rückblicke von Sibylle Wirsing (Theater), Ursula Klein (Musik), Wolfgang Jacobsen (Film), Wolfgang Trautwein (Literatur), Camilla Blechen (Bildende Kunst) und Falk Jaeger (Architektur). Presse- und Informationsamt des Landes Berlin. Berlin 1986.
- Die Königin. Luise nach zweihundert Jahren. wjs verlag, Berlin 2010, ISBN 978-3-937989-59-4.